# Street of No Return
Street of No Return és una pel·lícula franco-portuguesa realitzada pel director estatunidenc Samuel Fuller. Estrenada el 1989, és la penúltima pel·lícula de Fuller i el seu guió es basa en una policíaca de David Goodis.
Part de la banda sonora inclou composicions de Keith Carradine interpretades per ell.

## Argument
La pel·lícula narra la història d'una estrella pop enamorat d'una ballarina d'un club nocturn, que acabarà amb el coll tallat pel xicot d'ella. Amb la seva carrera artística arruïnada a causa d'això, es converteix en un alcohòlic rodamon i serà testimoni d'un complot immobiliari per a baixar el valor de les propietats d'un barri, els autors del qual són aquells que li van tallar el coll.

## Repartiment
- Keith Carradine com Michael.
- Valentina Vargas com Celia.
- Bill Duke com el Tinent Borel.
- Andréa Ferréol com Rhoda.
- Bernard Fresson com Morin.